# Maria Elżbieta z Saksonii-Meiningen
Marie Elisabeth (ur. 23 września 1853 w Poczdamie, zm. 22 lutego 1923 w Monachium) – księżniczka Saksonii-Meiningen, kompozytorka i pianistka. Pochodziła z rodu Wettynów.
Urodziła się jako jedyna córka następcy tronu Saksonii-Meiningen i Hildburghausen księcia Jerzego (od 1866 monarchy panującego jako Jerzy II) i jego pierwszej żony księżnej Charlotty Hohenzollern (1831–1855), córki Albrechta Hohenzollerna st. (1809–1872) oraz Marianny Orańskiej (1810–1883), (zmarłej przed wstąpieniem męża na tron). W księstwie tym panował wówczas jej dziadek książę Bernard II.
Starszym bratem księżniczki Marii Elżbiety był Bernard III, ostatni monarcha panujący w Saksonii-Meiningen i Hildburghausen. Po klęsce Cesarstwa w I wojnie światowej i wybuchu rewolucji listopadowej w 1918 podobnie jak wszyscy niemieccy monarchowie został on zmuszony do abdykacji.
Księżniczka Maria Elżbieta zmarła niezamężnie i bezpotomnie.